# Phalacrus maspalomensis
Phalacrus maspalomensis is een keversoort uit de familie glanzende bloemkevers (Phalacridae). De wetenschappelijke naam van de soort werd in 1975 gepubliceerd door Palm.